# Hoher Draberg
Der Hohe Draberg ist ein 970,4 m ü. NHN hoher Berg im Nordschwarzwald in Baden-Württemberg. Er liegt am Ostrand des mittleren Murgtals auf dem Gebiet der Gemeinde Forbach (Landkreis Rastatt) rund 12 km südöstlich von Baden-Baden und 17 km nordöstlich der Hornisgrinde, des höchsten Berges im Nordschwarzwald.

## Lage und naturräumliche Zuordnung
Über die Kammlinie des Hohen Drabergs verläuft die Grenze zwischen den Forbacher Gemarkungen Langenbrand und Gausbach.
Der Hohe Draberg ist ein markanter Punkt im Grenzbereich des Naturraumes 152 Nördlicher Talschwarzwald mit dem südöstlich angrenzenden Naturraum 151 Grindenschwarzwald und Enzhöhen. Der Gipfelbereich zählt zum Teilgebiet 151.11 Enzmissen, in dem zwei Kilometer nordöstlich des Hohen Drabergs die Plateaus der Enzhöhen im Berg Hohloh (988,6 m ü. NHN) kulminieren. Am Übergang der Teilräume 152.11 Murgwald nordwestlich und 151.02 Grinden des mittleren Murgtals südwestlich des Hohen Drabergs hat die Murg zwischen diesem Gipfel und den Streitmannsköpfen (989,4 m ü. NHN) den mit gut 700 Metern tiefsten Taleinschnitt des Nordschwarzwalds geschaffen.

## Landschaftliche Charakteristik
Die kaum besiedelte Kerbe des mittleren Murgtals greift südwärts weit in das Gebiet der Grinden ein. Von der Kante der Enzhochflächen zweigen nur kurze, steil und klippenreich zum mittleren Murgtal abfallende Seitenkämme ab. Einzige Ausnahme ist der lange Kamm nordwestlich des Sasbachtales. Sein Gipfelpunkt, der Hohe Draberg, erscheint wie ein Ausleger vor dem 30 Kilometer langen Sandsteintrauf der Hochflächen um Enz und Nagold. Wegen dieser exponierten Lage ist der Berg Standort der Sendeanlage Murgtal.

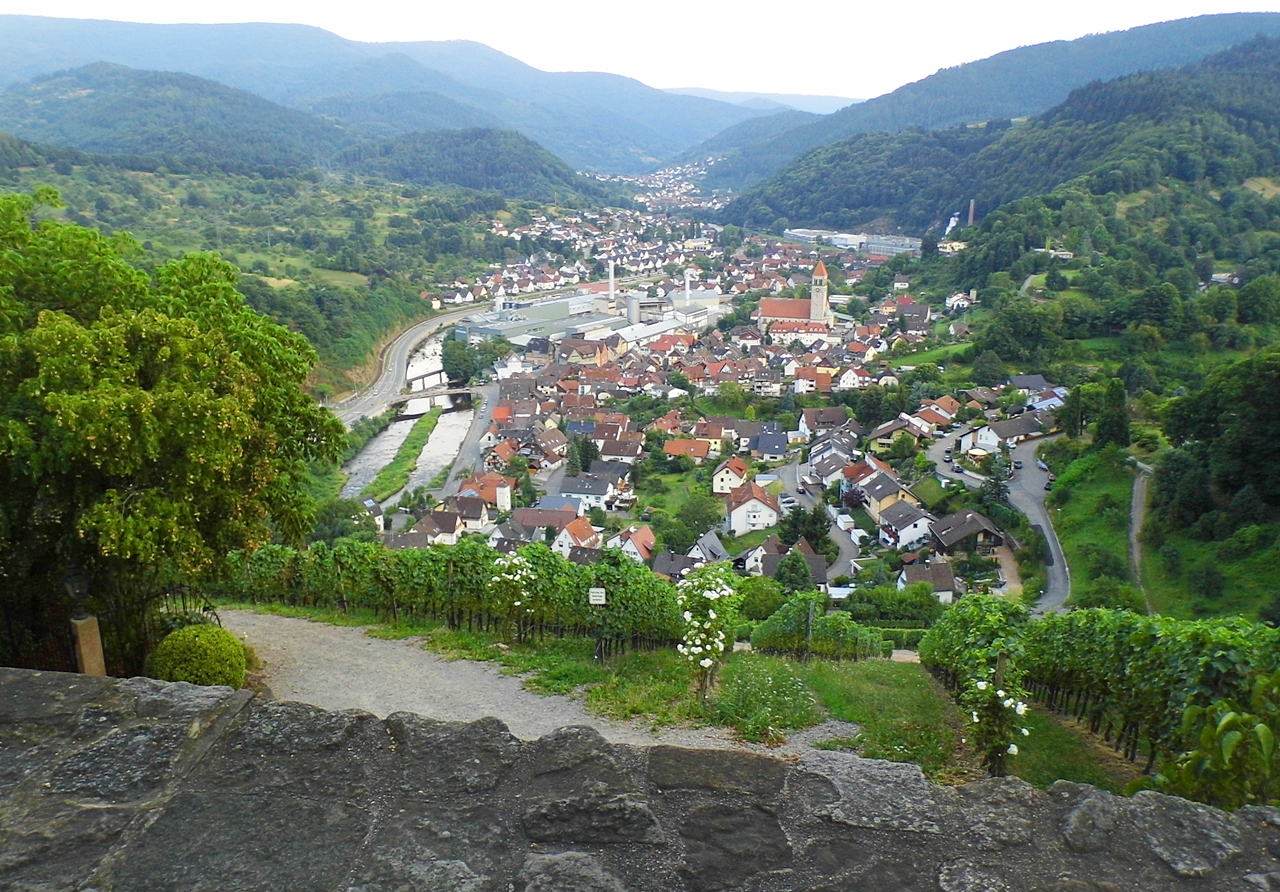
Der Hohe Draberg (mittlere Kuppe links) flankiert den am tiefsten eingekerbten Teil des Murgtals (Standort: Schloss Eberstein)

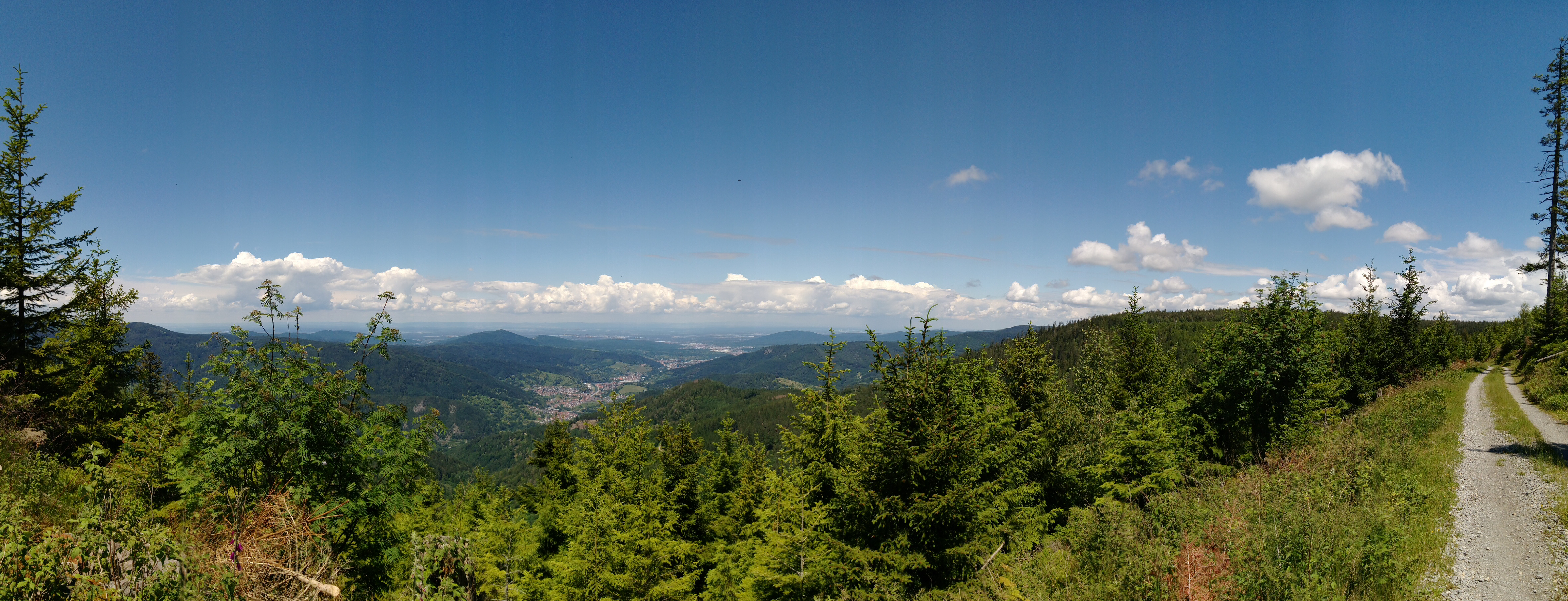
Blick vom Hohen Draberg ins Murgtal

In den obersten 50 Höhenmetern ist der Hohe Draberg aufgebaut aus recht festen Schichten des Geröllsandsteins, einer Subformation des sogenannten Vogesensandsteins (grobkörnig, mit Geröllen, rotbraun). Darunter folgen in 200 Metern Mächtigkeit  etwas leichter ausräumbare Sandsteinschichten des Unteren Buntsandsteins. Die Basis, das Grundgebirge, bildet, einsetzend mit einer Reihe kleiner Verebnungen, der eher grobkörnige Forbachgranit mit typischen Klippenbildungen wie den Latschigfelsen, der Forkel oder der Hohen Schar.

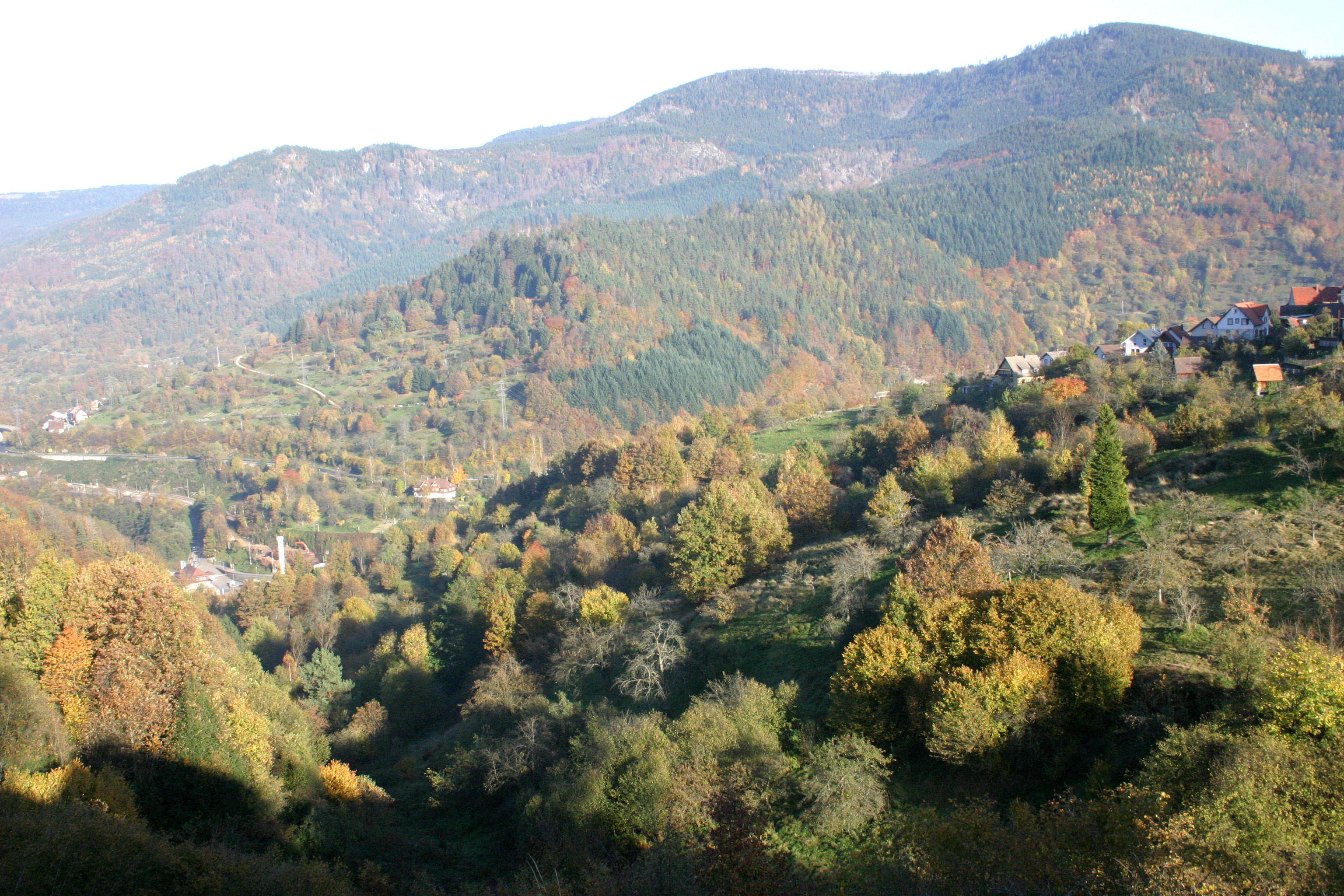
Der Westabfall des Hohen Drabergs (rechts) vom Murgtal bei Bermersbach aus gesehen

Die Vegetation der Hochlagen ist von Fichtenbeständen geprägt. Durchsetzt sind sie hier und da von Birken-Blockwald und von Blockhalden. Auf schrofigen Granitrücken ist hochmontaner Hainsimsen-Buchenwald erhalten. In den gefällereichen Muldentälern am Bergfuß sind teilweise ehemalige Wässerwiesen erhalten.
Der Gipfelbereich liegt innerhalb des Vogelschutzgebietes Nordschwarzwald (Nr. 7415441) und der gesamte Berg im Landschaftsschutzgebiet Mittleres Murgtal (Nr. 2.16.005).

## Name
Der Name Draberg wird mit einer ehemaligen Tratt, einem eingeschränkt zur Beweidung freigegebenen Bereich, erklärt.